# Turban Cowboy
Turban Cowboy («Ковбой в тюрбане») — пятнадцатая серия одиннадцатого сезона мультсериала «Гриффины». Премьерный показ состоялся 17 марта 2013 года на канале FOX

## Сюжет
Питеру очень нравится прыгать с парашютом, пока это занятие не привело к травме, из-за которой он попадает в больницу, где знакомится с мусульманином Махмудом. Махмуд рассказывает Питеру о Исламской культуре и Гриффин решает тоже стать мусульманином. Однако не все так просто: Махмуд состоит в секте, которая хочет взорвать мост местного городка...

## Рейтинги
Во время премьеры в США эпизод посмотрели 4.92 млн зрителей, получив рейтинг 2.4, обогнав по рейтингу премьеры серий Симпсонов, Бургеры Боба и Шоу Кливленда.

## Скандал
Серия вышла в эфир в марте 2013 года, и компания FOX приняла решения больше её не показывать, а также изъять её со своих сайтов.
Решение принято в связи с тем, что 17 апреля, через сутки после теракта на бостонском марафоне, в результате которого погибли 3 человека и сотни получили ранения различной степени тяжести, в Сети появился смонтированный ролик, в котором Питер Гриффин выигрывает марафон в Бостоне якобы после двух взрывов. В данное время[уточнить] FOX ведёт переговоры с YouTube на тему удаления ролика.